# Koefficient (fysik)
Inom fysiken är oftast en koefficient en fysikaliskt bestämd men enhetslös faktor. Till skillnad från i matematiskt språkbruk förekommer oftast bara en koefficient av ett visst slag i ett enkelt fysikaliskt uttryck; och koefficienter med en viss fysikalisk betydelse brukar oftast betecknas med samma bokstav (möjligen försedd med index, om flera koefficienter av denna betydelse förekommer i ett sammansatt fysikaliskt uttryck).
Några exempel på fysikaliska koefficienter är brytningsindex (betecknade med n), friktionskoefficienter (betecknade med μ), utvidgningskoefficienter (betecknade med α), och temperaturkoefficienter (som också kan betecknas med α).